# دولة العلم

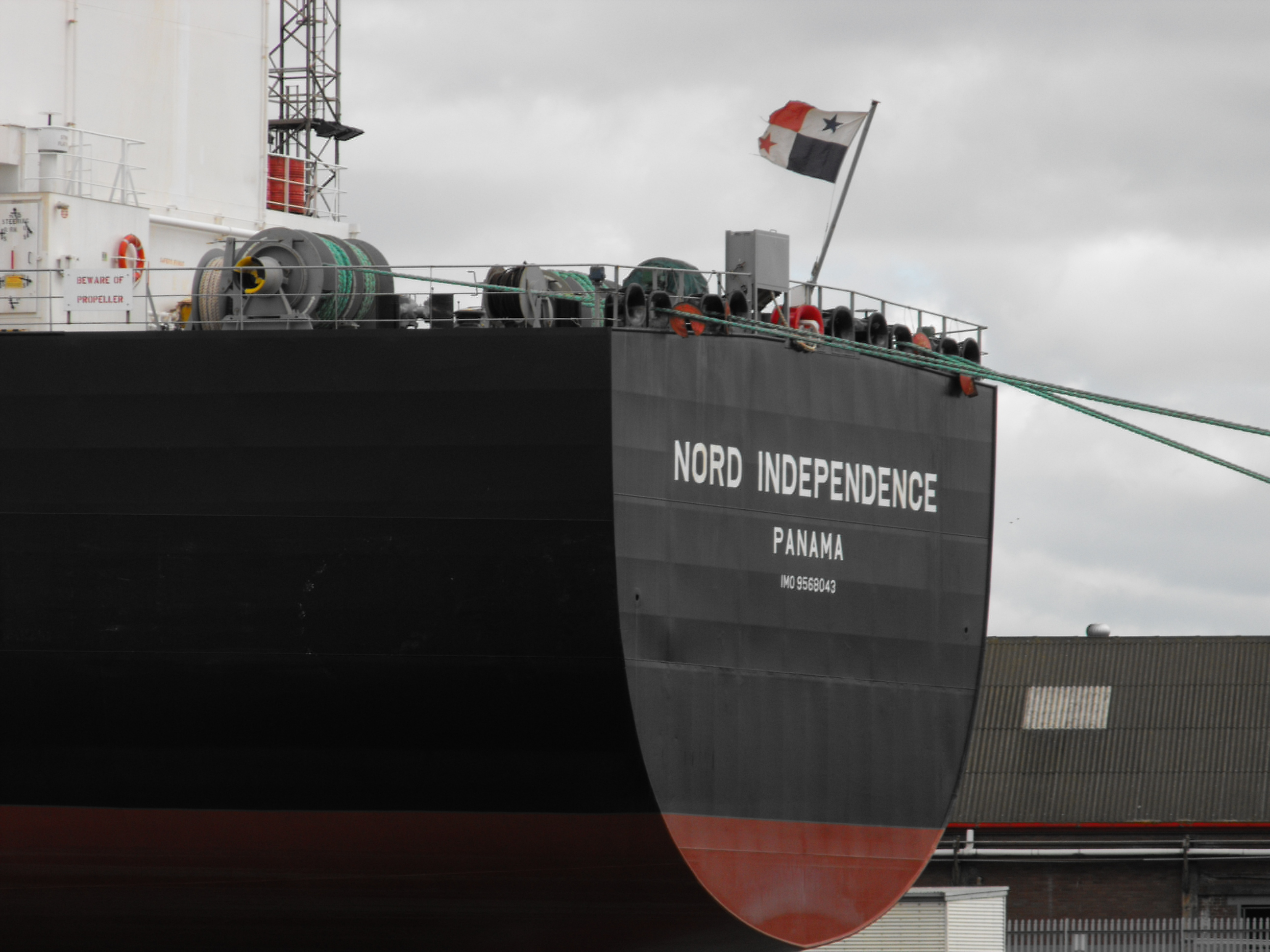
مؤخرة سفينة نورد إندبندنس

دولة العلم (بالإنجليزية: Flag state)‏ للسفينة التجارية هي الولاية القضائية التي بموجب قوانينها يتم تسجيل السفينة أو ترخيصها، وتعتبر جنسية السفينة. يجب أن تكون السفينة التجارية مسجلة ولا يمكن تسجيلها إلا في ولاية قضائية واحدة، ولكن يجوز لها تغيير السجل الذي تم تسجيلها فيه. تتمتع دولة العلم بالسلطة والمسؤولية لفرض اللوائح على السفن المسجلة تحت علمها، بما في ذلك تلك المتعلقة بالتفتيش، وإصدار الشهادات، وإصدار وثائق السلامة ومنع التلوث. نظرًا لأن السفينة تعمل بموجب قوانين دولة العلم الخاصة بها، فإن هذه القوانين قابلة للتطبيق إذا كانت السفينة متورطة في قضية أميرالية.
يصف مصطلح «علم الملاءمة» الممارسة التجارية لتسجيل سفينة تجارية في دولة غير دولة مالكي السفينة، ورفع الراية المدنية لتلك الدولة على السفينة. قد يتم تسجيل السفن تحت أعلام الملاءمة لتقليل تكاليف التشغيل، أو لتجنب اللوائح أو التفتيش والتدقيق من قبل بلد المالك الأصلي. عادةً ما تحدد جنسية السفينة (أي العلم) الولاية القضائية لفرض الضرائب.
منذ إعلان حق العلم لعام 1921، تم الاعتراف بأن جميع الدول - بما في ذلك الدول غير الساحلية - لها الحق في الاحتفاظ بسجل للسفن وأن تكون دولة علم للسفينة. بسبب فشل بعض دول العلم في الامتثال لمسؤولياتها المتعلقة بالمسح وإصدار الشهادات، وخاصة دول علم الملاءمة التي فوضت مهمتها إلى جمعيات التصنيف، وقد أنشأت عدد من الدول منذ عام 1982 ضوابط دولة الميناء على السفن المسجلة الأجنبية التي تدخل اختصاصهم.
اعتبارًا من يناير 2010، كانت بنما أكبر دولة علم في العالم، حيث تم تسجيل ما يقرب من ربع حمولة العالم العابرة للمحيطات هناك. كان لدى الولايات المتحدة والمملكة المتحدة حوالي 1% فقط لكل منهما.

## التاريخ
حتى الحرب العالمية الثانية كانت الدول قادرة على الحفاظ على هيمنتها، أو وحتى تحسين وضعها في التجارة البحرية من خلال تقديم حماية حصرية للسفن لرفع أعلامها، والتي بدورها ستمنح الدولة سيطرة حصرية على السفن. احتاج مالكو السفن خلال هذا الوقت إلى الحماية من القراصنة والقرصنة التفويضية التي كانت تمارسها السفن البحرية التابعة لدولة العلم. في بعض الحالات، قدمت الدول إعانات مالية لصناعات بناء السفن. بالإضافة إلى هذه الحوافز، قد تفرض الدول قيودًا على أساس دولة العلم، وتغلق الموانئ أمام السفن الأخرى. أحد الأمثلة المعروفة على تطبيق هذا هو حالة إنجلترا، التي قصرت استيراد البضائع الآسيوية على السفن الأمريكية والبريطانية فقط. ولم تفتح إنجلترا موانئها الا بعد ان وصلت إلى موضع قوة، وبعد ذلك لم يتبقى لها سوى الوصول إلى الموانئ القارية الأخرى. وبالمثل، فرضت فرنسا احتكارًا تجاريًا على مستعمراتها التي ظلت قائمة حتى عام 1869.

## تسجيل السفن
يجب أن تكون السفن مسجلة في سجل السفن التابع للولاية القضائية التي ترفع علمها. تسجيل العلم في العديد من البلدان مفتوح للسفن ذات مالكين أجانب. عادة، كل دولة علم لديها سجل سفن واحد فقط، ولكن العديد من البلدان لديها أكثر من سجل:
- تحتفظ الدنمارك وفرنسا والنرويج بسجل دولي للتنافس مع أعلام الملاءمة.
- تسمح مملكة هولندا للبلدان المكونة المختلفة بإنشاء سجلات خاصة بها تحت العلم الهولندي.
- العديد من المناطق التي يتمتع التاج البريطاني بالسيادة عليها لها سجلها الخاص. والجدير بالذكر أن جزيرة مان لديها سجل هام.
- هونغ كونغ، المنطقة الإدارية الخاصة في الصين، لديها سجل سفن منفصل، وهو رابع أكبر سجل في العالم،[3] بالإضافة إلى سجل السفن الخاص بالصين.

## فرض دولة العلم
يجب على دول العلم، وفقًا لاتفاقية الأمم المتحدة لقانون البحار (UNCLOS)، ضمان امتثال السفن التي ترفع علمها للوائح الدولية، التي غالبًا ما تعتمدها المنظمة البحرية الدولية التابعة للأمم المتحدة (IMO)، بشأن مسائل السلامة والملاحة، والطاقم إلخ. يستلزم الجزء الثاني عشر أحكامًا خاصة بشأن حماية البيئة البحرية، والتي تشمل وضع التزامات خاصة على دول العلم لضمان الامتثال للتشريعات البيئية الدولية مثل اتفاقية ماربول. عدم الالتزام قد يؤدي إلى فقدان دولة العلم لولايتها القضائية على السفن التي ترفع علمها، وكذلك عندما ترتكب هذه الانتهاكات في أعالي البحار.

## تنظيم دولة العلم
أنشأت كل دولة علم نظام مراقبة لسفن دولة العلم الخاص بها:
- في أستراليا، توفر هيئة السلامة البحرية الأسترالية (AMSA) تنظيم دولة العلم.
- في كندا، تعتبر هيئة النقل الكندية مسؤولة عن تنظيم دولة العلم بموجب قانون الشحن الكندي لعام 2001.[5]
- في فرنسا، تتولى مراكز سلامة السفن مسؤولية مراقبة دولة العلم.
- في هونغ كونغ، تكون الإدارة البحرية[6] مسؤولة عن مراقبة دولة العلم والإنفاذ بموجب نظام مراقبة الجودة لدولة العلم.
- في الهند، المديرية العامة للشحن هي المسؤولة عن حياة وصحة وبيئة السفن الهندية المسجلة في الموانئ الهندية.[7]
- في المملكة المتحدة، وكالة البحرية وخفر السواحل (MCA) هي المسؤولة عن تنظيم دولة العلم.
- في الولايات المتحدة، خفر السواحل، تحت سلطة مختلف القوانين واللوائح الفيدرالية والاتفاقيات والمعاهدات الدولية، يكون الموظف المسؤول عن عمليات التفتيش البحرية مسؤولاً عن التفتيش على سفن العلم الأمريكي لضمان الامتثال في جميع أنحاء العالم.
- في فانواتو، تتحمل سلطة فانواتو البحرية مسؤولية إنفاذ القوانين البحرية وممارسة سيطرة دولة العلم.[8]